# 劉必顯 (元朝)
劉必顯，崇明人，元朝官员。
劉必顯和黄真、徐兴祖、虞应文本来是崇明岛新涨姚刘沙的居民。南宋宰相贾似道征相士张锦堂观气色，张锦堂得罪了贾似道，望见紫气在东北海上，于是改易姓名潜逃至太仓，渡海寓居崇明，在新涨姚刘沙见三、五少年，都高大伟岸，见到朱清，身长八尺，貌如彪虎，张锦堂下拜于地说：“不图今日得见贵人。”朱清之母与诸妇都笑话他，张锦堂所见少年，就是劉必顯、黄真、徐兴祖、虞应文等人。劉必顯他们跟随南宋海盗朱清、張瑄归顺元朝。刘必显在元朝官至信武将军、海运副万户。